# Mại dâm tại Thổ Nhĩ Kỳ
Mại dâm là hợp pháp ở Thổ Nhĩ Kỳ và được điều chỉnh bởi Điều 227 của Bộ luật Hình sự Thổ Nhĩ Kỳ số 5237. Tuy nhiên, những người khuyến khích mại dâm và tạo điều kiện thuận lợi cho họ sẽ bị phạt tù từ hai đến bốn năm. Ngoài ra, gái mại dâm không nên xa lạ. Theo Điều 8 của Luật Hộ chiếu, những người không được phép vào Thổ Nhĩ Kỳ bao gồm "gái mại dâm, những người kiếm sống bằng nghề mại dâm phụ nữ, những người buôn bán phụ nữ da trắng và những kẻ buôn lậu dưới bất kỳ hình thức nào". Giấy phép được cấp cho các nhà thổ ở Thổ Nhĩ Kỳ, quy định quy định điều này là "Quy tắc phải tuân theo đối với phụ nữ và nhà thổ nói chung và Quy định về chống các bệnh hoa liễu lây truyền qua mại dâm". 
Gần đây, ở các thành phố lớn, gái mại dâm đã bị trừng phạt theo Điều 32 của Luật Tội nhẹ, dựa trên thẩm quyền được quy định trong Quy định về Phòng chống Bệnh hoa liễu. Điều 32 của Luật Tội nhẹ quy định "phạt hành chính đối với người vi phạm trật tự hợp pháp của cơ quan có thẩm quyền do tố tụng tư pháp hoặc để bảo vệ trật tự công cộng hoặc sức khỏe nói chung". Trong khi các hình phạt được áp dụng đối với người quảng cáo và khách hàng, không phải gái mại dâm, ngoại trừ người nhập cư, ở các nước hiện đại, lý do áp dụng luật này đối với gái mại dâm ở Thổ Nhĩ Kỳ đang gây tranh cãi. Ngoài ra, hoạt động mại dâm bất hợp pháp có thể bị phạt tù tối đa là 1 năm. Ở một số thành phố như Ankara và Bursa, lý do phá hủy các nhà thổ không phải vì phạm tội mà là do đất đai của họ bị tịch thu.
Câu lạc bộ thoát y có sẵn ở Thổ Nhĩ Kỳ. Các câu lạc bộ thoát y cũng phải được cấp phép, các vũ nữ thoát y phải đăng ký và được kiểm tra sức khỏe định kỳ. Tất cả những người vào câu lạc bộ thoát y phải từ 18 tuổi trở lên. 
Năm 2008, các nhà hoạt động và công nhân tình dục ở Thổ Nhĩ Kỳ quyết định thành lập hiệp hội công nhân tình dục đầu tiên của Thổ Nhĩ Kỳ. 

## nhân khẩu học
Từ bảng dưới đây, được đơn giản hóa và lấy từ số liệu thống kê Văn phòng Liên Hợp Quốc về chống Ma túy và Tội phạm do Bộ Y tế Cộng hòa Thổ Nhĩ Kỳ công bố năm 2000, có thể thấy vào thời điểm đó tỉnh nào có nhà chứa và bao nhiêu gái mại dâm. đã làm việc ở đây.
| Thành phố  | Tổng số phụ nữ |
| ---------- | -------------- |
| Adana      | 136            |
| Afyon      | 16             |
| Ankara     | 230            |
| Antalya    | 34             |
| Aydın      | 81             |
| Balıkesir  | 32             |
| Burdur     | 8              |
| Bursa      | 27             |
| Çanakkale  | 7              |
| Çankırı    | 0              |
| Çorum      | 68             |
| Denizli    | 25             |
| Diyarbakır | 0              |
| Edirne     | 53             |
| Erzurum    | 205            |
| Eskişehir  | 49             |
| Gaziantep  | 513            |
| Hatay      | 33             |
| Isparta    | 9              |
| İçel       | 132            |
| İstanbul   | 354            |
| İzmir      | 350            |
| Kars       | 7              |
| Kastamonu  | 17             |
| Kırklareli | 12             |
| Konya      | 26             |
| Kütahya    | 14             |
| K.Maraş    | 56             |
| Manisa     | 74             |
| Muğla      | 14             |
| Niğde      | 6              |
| Tekirdağ   | 41             |
| Tokat      | 0              |
| Uşak       | 0              |
| Van        | 11             |
| Yozgat     | 0              |
| Zonguldak  | 28             |
| Tổng       | 2661           |

| Môn học                                                | dữ liệu dân số |
| ------------------------------------------------------ | -------------- |
| Tổng số gái mại dâm                                    | 100,000        |
| Số gái mại dâm đăng ký trong 56 nhà thổ đang hoạt động | 3,000          |
| Số gái mại dâm đã đăng ký                              | 15,000         |
| Số gái mại dâm chờ cấp giấy chứng nhận                 | 30,000         |
| Tuổi gái mại dâm                                       | 15-40 giữa     |
| Doanh thu hàng năm                                     | 3–4 tỷ $       |

## Buôn người
Theo nghiên cứu được thực hiện bởi "Văn phòng Liên Hợp Quốc về Ma túy và Tội phạm", Thổ Nhĩ Kỳ là một trong 10 quốc gia trên thế giới là quốc gia mục tiêu của nạn buôn người. Tính đến năm 2008 , nạn nhân của nạn buôn người được xác định ở Thổ Nhĩ Kỳ là người Turkmenistan, Uzbekistan là công dân của Moldova, Kyrgyzstan, Nga, Gruzia, Ukraina, Azerbaijan, România, Armenia, Kazakhstan, Belarus, Bulgaria, Indonesia và Maroc.